# Житнеторжская площадь
Житнеторжская площадь (укр. Житньоторзька площа) — древняя площадь в Подольском районе Киева. Расположена между улицами Ярославской, Нижним Валом, Верхним Валом, Хорива и Ярославским переулком.
Известна с давних времён как торговая площадь и упоминается в летописях под названием Торговище либо Торговище Подольское. Во времена Киевской Руси территория Торговища была значительно большей, по некоторым данным к нему относилась и территория нынешней Контрактовой площади. Современное название (по средневековому Житнему Торгу) происходит от торговли зерном (житом), являвшимся основным товаром.
Одна сторона площади застроена преимущественно купеческими зданиями первой половины XIX века, другую сторону занимает строение Житнего рынка и здание автостанции «Подол».